# Duniów (rejon złoczowski)
Duniów (ukr. Дунів) – wieś na Ukrainie w rejonie złoczowskim obwodu lwowskiego.

## Historia
Dawniej kilka domów i młyn w powiecie brodzkim.
Do 19 lipca 2020 r. w rejonie buskim. 